# Наукова думка

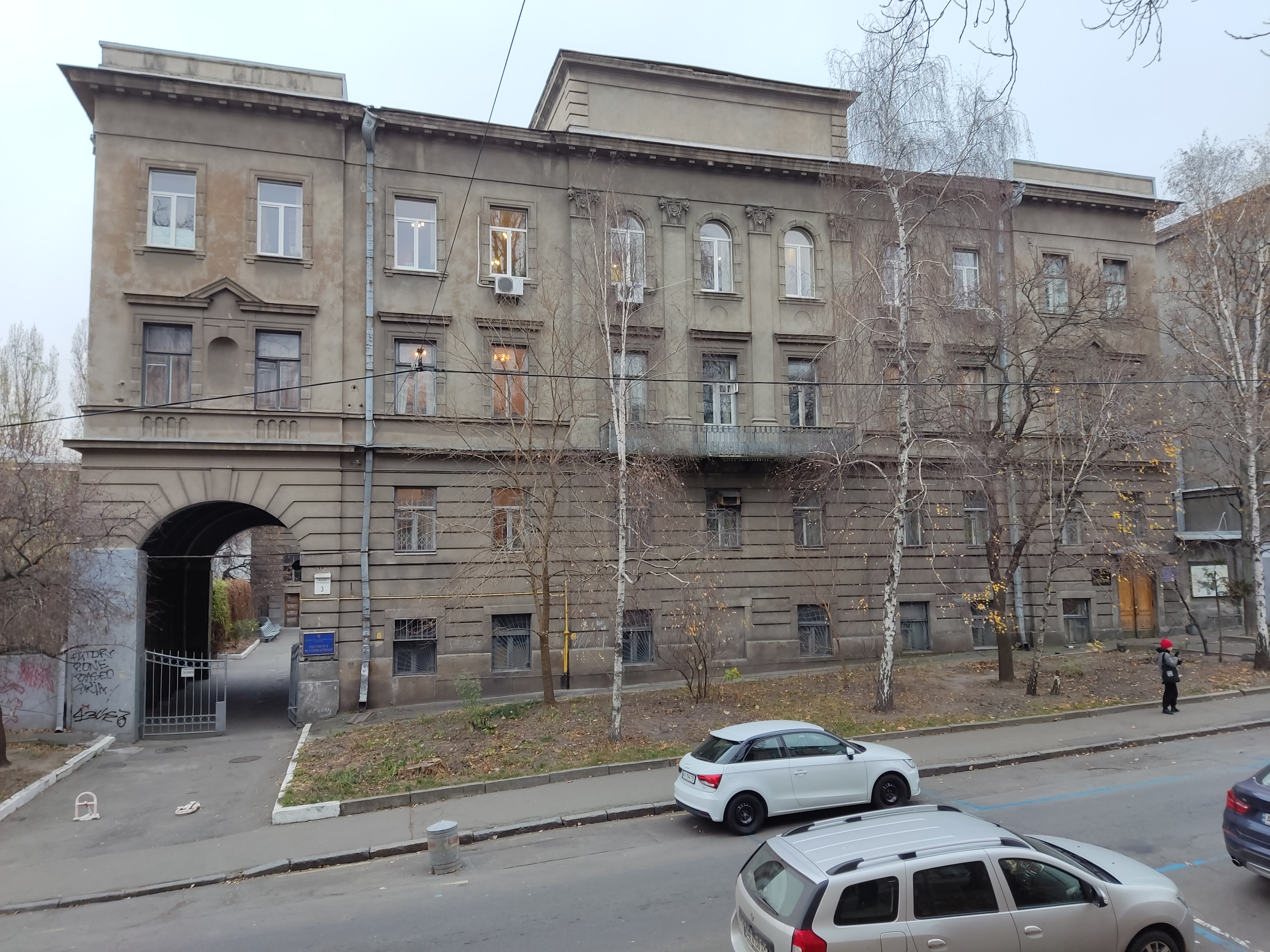
Будівля Інститутy математики НАНУ, з входом до «Наукової думки» у правому нижньому куті (на фото 2021).

Науково-виробниче підприємство "Видавництво «Наукова думка» НАН України було українське видавництво, що видавало фундаментальні та узагальнювальні наукові монографії українських учених, видання творів історико-культурної спадщини українського народу. «Наукова думка» розміщувалася в будівлі Інституту математики НАНУ на вулиці Терещенківській 3 у Києві до грудня 2024, коли була ліквідована як юридична особа, а її діяльність перенесено до видавництва Видавничий дім «Академперіодика» через дорогу за адресою Терещенківська 4.

## Історія
Після остаточного утвердження в Києві більшовицької влади задля збереження пограбованої, але не остаточно розтрощеної друкарні Києво-Печерської лаври київські вчені, об'єднані у Всеукраїнську академію наук, звернулися до властей із листом, в якому звернули увагу на те, що Лаврська друкарня володіє унікальними грецькими, латинськими і французькими шрифтами, тому її майно може стати в пригоді для видання академічних праць. Власне, ішлося про передачу друкарні у відання Академії наук у Києві. Так у листопаді 1922 року в Академії наук України було створено Редакційно-видавничу комісію на чолі з видатним ученим-філологом академіком Агатангелом Кримським. Саме від цієї дати веде відлік своєї історії сучасна «Наукова думка». Деякий час друкарня Академії перебувала в оренді київського підприємця Балицького, який раз на рік видавав звіти Академії наук, а так друкував різноманітну літературу на продаж. Лише 1928 року друкарня Академії почала працювати за фахом.
Найбільшого розквіту видавництво досягло в 1988 році — 3 місце у світі за кількістю назв серед видавництв, що спеціалізувалися із випуску наукової літератури[джерело?].
Станом на листопад 2024 видавництво перебуває в стані припинення. «Наукова думка» припиняє свою діяльність за рішенням Національної академії наук України (НАН). Видавничий дім «Наукова думка» розміщувалася в будівлі Інституту математики НАНУ на вулиці Терещенківській 3 у Києві до грудня 2024 року, коли була ліквідована як юридична особа, а її діяльність перенесено до видавництва Видавничий дім «Академперіодика» через дорогу за адресою Терещенківська 4.

## Назви
За весь час свого існування видавництво мало наступні назви:
- 1922—1926 роки — Редакційно-видавнича комісія, Редакційно-видавнича комісія АН УСРР;
- 1927—1931 роки — Видавництво Академії наук УСРР;
- 1932—1934 роки — Видавництво Всеукраїнської Академії наук, Видавництво ВУАН;
- 1935—1936 роки — Видавництво Української Академії наук;
- 1937—1941 роки — Видавництво Академії наук УРСР;
- 1942—1943 роки — евакуація в Уфу;
- 1944—1963 роки — Видавництво Академії наук УРСР, Видавництво Академії наук Української РСР;
- 1964—1991 роки — Наукова думка;
- 1992—1993 роки — Видавництво Академії наук України «Наукова думка»;
- 1994—2007 роки — Видавництво Національної академії наук України «Наукова думка»;
- З 2007 року офіційна назва — Державне підприємство "Науково-виробниче підприємство «Видавництво „Наукова думка“ НАН України».

## Продукція
«Науковою думкою» видані словники: синонімів української мови, іншомовних слів, власних імен, сталих словосполучень, орфографічні словники.
1997 року видавництво започаткувало серію «Бібліотека школяра», в якій були видрукувані твори Уласа Самчука, Василя Барки, Івана Багряного, Тодося Осьмачки, Володимира Винниченка та інших представників українського письменства, імена яких багато років не згадувалися у жодній програмі з української літератури.
Особливою гордістю видавництва є повне 20-томне зібрання творів Тараса Шевченка.
У 2008 видано 95 назв фундаментальних та узагальнюючих наукових робіт українських учених.
У 2010 почався випуск видання «Словник української мови у 20 томах».
Деякі книги видавництва

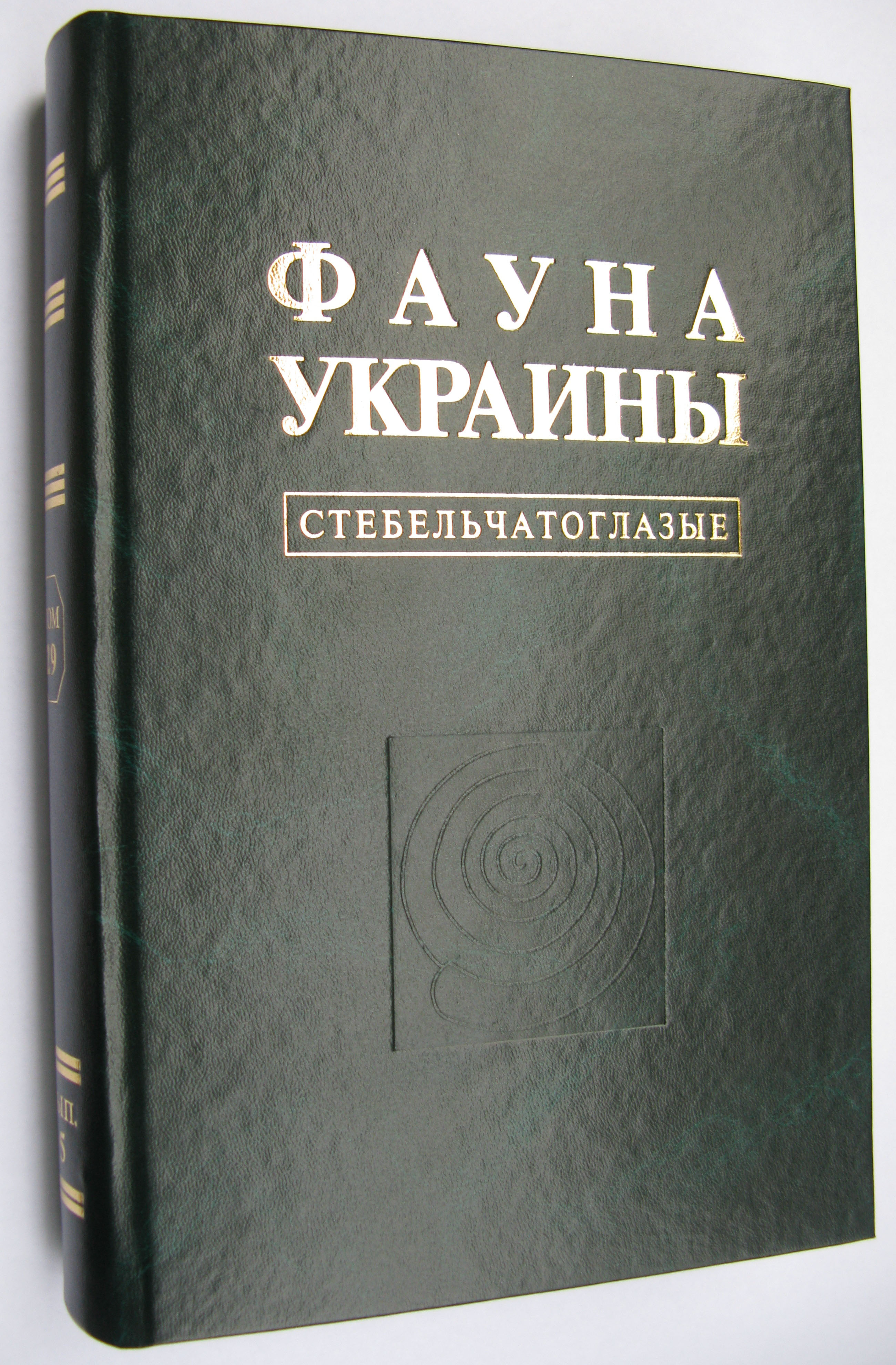
Монографія в серії «Фауна України». Том 29: Молюски. Вип. 5: Стебельчастоокі (2016)

- Серія «Фауна України», 75 книг протягом 1956—2019 років (продовжує видаватися)
- Енциклопедія історії України в 10 томах (2003—2013)
- Археологія Української РСР
- Ім'я вашого міста. Кругляк Юрій Михайлович
- Словник античної міфології. — К.: Наукова думка, 1985. — 236 с.
- Словник гідронімів України
- «Лексис» Лаврентія Зизанія. «Синоніма Славеноросская» / Підгот. текстів В. Німчук, 1964
- Українське мистецтвознавство, 1968
- Словник староукраїнської мови XIV—XV ст.: У 2 томах / Інститут суспільних наук АН УРСР; Уклад. Д. Г. Гринчишин, Л. Л. Гумецька, І. М. Керницький та ін., 1977—1978
- Серія «Бібліотека української літератури», з 1982
- Сучасні українські художники, 1985
- Етимологічний словник літописних географічних назв Південної Русі / Відп. ред. О. С. Стрижак, 1985
- Князь в Давній Русі: влада, власність, ідеологія, 1992
- Катерина Матейко. Український народний одяг: етнографічний довідник, 1996
- Етимологічний словник української мови у семи томах / АН УРСР, Інститут мовознавства ім. О. О. Потебні. Головний редактор О. С. Мельничук, 1982—2006
- Словник синонімів української мови, у 2-х томах / укл. А. А. Бурячок, Г. М. Гнатюк та ін., 1999
- Історія української культури в 5-ти томах, 6-ти книгах (на кінець 2010 року вийшли 1—3-й томи і 2-га книга 4-го тому)